# Pseudohemiodon apithanos
Pseudohemiodon apithanos — вид риб з роду Pseudohemiodon родини Лорікарієві ряду сомоподібні. Інші назви «лорікарія строкатохвоста», «лорікарія-хамелеон».

## Опис
Загальна довжина сягає 14,5 см. Голова широка, сильно сплощена зверху, морда звужена, на кінці округла. Очі невеличкі. Рот являє собою присоску. У статевозрілого самця нижня губа більша ніж у самиці. Тулуб стрункий, звужується у хвостовій частині. Хвостове стебло тонке. Спинний плавець переважно низький, подовжений. Грудні плавці невеликі, широкі. Черевні плавці з трохи розгалуженими променями, поступаються розмірами грудним плавцям. Хвостовий плавець невеличкий, широкий, промінь верхньої частини вкрай тонкий і довгий.
Забарвлення бежева. По центру голови проходить темна смуга, яка розширюючись на спині утворює широку смугу. Хвостовий плавець чорний. При переляку цей сом стає повністю чорним.

## Спосіб життя
Демерсальна риба. Зустрічається з піщаним або дрібним гальковим ґрунтом. Вдень ховається у піску. Активний уночі. Живиться переважно дрібними безхребетними, меншою мірою детритом і деякими водоростями. Для цього просіває пісок на наявність мікроорганізмів й безхребетних.
Самець виношує ікру на нижній губі.

## Розповсюдження
Мешкає у річці Сан-Мігель (басейн Амазонки).